# Мацель, Мария Максимовна
Мари́я Макси́мовна Ма́цель (бел. Марыя Максімаўна Мацэль; род. 18 февраля 2001 года, Минск, Беларусь) — белорусская и российская актриса театра и кино. Широкую известность получила благодаря роли Зины Колмогоровой в сериале «Перевал Дятлова».

## Биография
Родилась 18 февраля 2001 года в Минске. Детство и юность прошли в Беларуси.
В возрасте 10 лет дебютировала в четырёхсерийной мелодраме «Слепое счастье», премьера которой состоялась в декабре 2011 года на канале «Россия-1».
После окончания школы в 2017 году, переехала в Москву и поступила во ВГИК. Обучалась в мастерской Игоря Ясуловича.
В 2020 году вышел сериал «Перевал Дятлова», который привлёк внимание широкой аудитории. Мария сыграла одну из главных ролей.
В 2021 году приняла участие в шоу ТНТ «Музыкальная интуиция», где исполнила песню на французском языке.
В 2022 году на онлайн-кинотеатре PREMIER вышел сериал «ЮЗЗЗ», где Мария Мацель сыграла одну из главных ролей.
В 2022 году сыграла роль Жени в фильме «Страна Саша», став обладательницей приза за «Лучшую женскую роль» на кинофестивале «Горький fest».
Мария свободно говорит на белорусском, английском, французском языках. Увлекается пением.
Параллельно с кино Мария строит музыкальную карьеру. Она записала акустическую версию саундтрека к сериалу «ЮЗЗЗ», участвовала в «Музыкальной интуиции» на ТНТ и записывала каверы на Jealous Labrinth и Shut up and dance Walk the Moon.
18 октября вышел клип на первый сингл из будущего альбома под названием «Спящая». В ноябре 2024 года у Марии вышел дебютный альбом Gráta.

## Фильмография
- 2025 — Путешествие на солнце и обратно
- 2024 — Жар-птица
- 2024 — Взрослые — Лиза
- 2024 — Надо снимать фильмы о любви
- 2023 — Поедем с тобой в Макао
- 2023 — Чёрное облако — Ольга
- 2023 — Летом асфальт тёплый — Даша[13]
- 2023 — Отпуск в октябре — Света
- 2022 — ЮЗЗЗ — Эля
- 2022 — Похороны чая (короткометражный) — Катя
- 2022 — Страна Саша — Женя
- 2021 — Бабуль (короткометражный) — Майя
- 2020 — Перевал Дятлова — Зинаида Колмогорова
- 2018 — Акварели — Настя
- 2017 — Вера — Инга, дочка Маркова
- 2015 — Простить за всё
- 2013 — Старшая сестра (мини-сериал) — Маша
- 2012 — Мать и мачеха (сериал) — Катя в детстве
- 2012 — Случайные знакомые — Маша
- 2011 — Слепое счастье (мини-сериал) — Маша Жукова в детстве
- 2011 — Отдел С.С.С.Р. (сериал) — Дочь Ораевых